# Ceanothus fendleri
Ceanothus fendleri är en brakvedsväxtart som beskrevs av Asa Gray. Ceanothus fendleri ingår i släktet Ceanothus och familjen brakvedsväxter. Inga underarter finns listade i Catalogue of Life.

## Bildgalleri

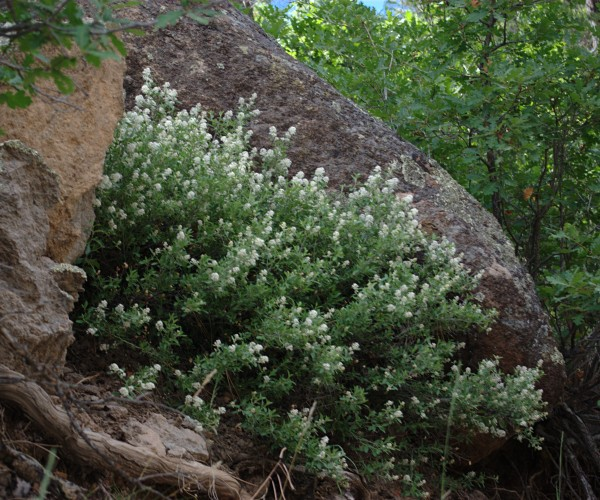
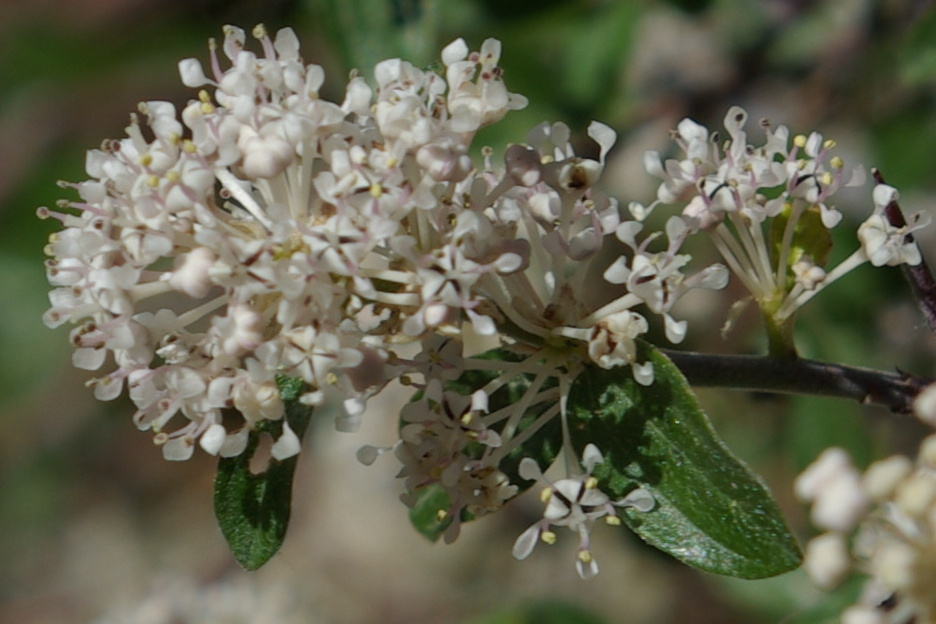
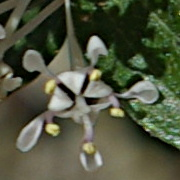